# The Showstoppers
The Showstoppers was een Amerikaanse soul-zanggroep.

## Bezetting
- Elec Edward 'Alex' Burke (geb. 16 februari 1948 in Philadelphia)
- Vladimir H. 'Laddie' Burke (geb. 31 juli 1949 in Philadelphia)
- Earl Smith (geb. 1949 in Massachusetts)
- Timmy Smith (geb. 1 februari 1948 in Boston)

The Showstoppers werden opgericht omstreeks 1967 door de broers Vladimir en Elec Edward Burke (broers van Solomon Burke, samen met de broers Earl en Timmy Smith. De Burke-broers waren al in de showbusiness sinds 1957 als deel van een 4-koppige groep met twee van hun jongere broers.

## Geschiedenis
Na repetities onder leiding van Solomon Burke, noemden ze zichzelf aanvankelijk The Vibrations. Na te hebben getekend bij het plaatselijke label Showtime Records in Philadelphia, hadden The Showstoppers een aantal plaatselijke hits. Hun single Aint Nothing But a Houseparty / What Can a Man Do? ( 1967) deed het goed in Pittsburgh en New York en er werden meer dan 40.000 exemplaren verkocht in Philadelphia. De sessiemuzikanten bij de song waren Carl Chambers, de latere drummer van Gladys Knight & the Pips en Joe Thomas, de latere gitarist van The Impressions.
Aan het begin van 1968 verwierf de in Antigua geboren Amerikaanse zakenman Milton Samuel, de baas van het kleine independent-label Beacon Records, dat in januari 1968 in de Afro-Caraïbische Londense buitenwijk Willesden werd opgericht, die later de Britse ambassadeur van Antigua en Barbuda en de oprichter van de Bank of Antigua werd, de licentierechten voor Ain't Nothing But a House Party voor slechts £30,-.
In februari 1968 werd Ain't Nothing But a House Party de eerste publicatie bij Beacon Records. In maart 1968 kwamen Samuel en Mike Berry van Apple Records een deal overeen voor Ain't Nothing But a House Party om te worden gepubliceerd via het nieuw opgerichte Milton Apple Music, maar het onvermogen om een van The Beatles te lokaliseren om tot een akkoord te komen om de deal te bekrachtigen, dwongen Samuel tot alternatieve regelingen.
Ain't Nothing But a House Party bleef 16 weken in de hitlijst en kwam binnen op de 57e plaats op 2 maart 1968, voordat deze de top 40 bereikte met een 38e plaats. Aan het eind van maart organiseerde Samuel een Britse visite voor The Showstoppers. Ze hadden hun eerste van drie optredens in het Britse televisieprogramma Top of the Pops in april 1968. Overeenkomstig een Britse bron werd Ain't Nothing But a House Party gespeeld tot het eind en weer tot leven gewekt in de Twisted Wheel en de Blue Note Club in Manchester. Later in mei 1968 werd de song gepubliceerd in Duitsland door Ariola Records en in Frankrijk door Barclay Records en later door Beacon in Scandinavië, de Benelux, Oostenrijk, Italië, Japan en Nieuw-Zeeland.
Jerry J. Ross, het hoofd van het pas opgerichte Heritage Records, hoorde over Ain't Nothin' But a House Party van Hal Charm, zijn landelijke publiciteitsdirecteur en besloot om de mastertapes van de song te kopen in april 1968 en verbond hiermee The Showstoppers aan zijn label, werd hun manager en organiseerde MGM Records om zijn herpublicatie te verspreiden in de Verenigde Staten. Ondanks dat de rechten werden verworven voor de landelijke verspreiding bij MGM Records, werd de song geen landelijke hit en hield slechts 5 weken stand in de Billboard Hot 100 met een 87e plaat in juni 1968. In de Soul Brothers top 20 bereikte de song een 20e plaats in augustus 1968. Ain't Nothin' But a House Party werd een discotheek-hit in 1971.
Hoog aangeschreven als een northern soul-klassieker, werd de song gecoverd door The Tremeloes (1968), The Paper Dolls, Cliff Richard op zijn album Cliff: Live at the Talk of the Town (1970), The J. Geils Band (1973) en Phil Fearon, die een houseversie opnam, die in 1986 werd geproduceerd door Stock, Aitken & Waterman. In 1988 werd de song gecoverd door de Britse supergroep The Corporation.
Alle daaropvolgende singles van The Showstoppers werden geproduceerd door de Indisch-Britse producent Biddu en opgenomen door Beacon Records in het Verenigd Koninkrijk. De volgende single Eeny Meeny / How Easy the Heart Forgets werd gepubliceerd in september 1968 in de Verenigde Staten, maar haalde de hitlijst niet. Op 7 november 1968 verscheen de groep in de Duitse tv-show Beat! Beat! Beat! met Ain't Nothin' But a House Party en Eeny Meeny. Nadat Milton Samuel in oktober 1968 een overeenkomst had gesloten om opnamen van Beacon Records te verspreiden via EMI Music, bereikte Eeny Meeny op 13 november 1968 de Britse hitlijst, waar deze 7 weken bleef met een hoogste klassering op plaats 33.
The Showstoppers publiceerden meerdere singles, inclusief Shake Your Mini (1968) en Just a Little Bit of Lovin' / School Prom, echter zonder hitsucces.
Toen The Showstoppers werden ontbonden, stuurde Jerry Ross een andere groep op een algehele tournee door het Verenigd Koninkrijk en Europa als The Show Stoppers, die later bekend werd als The Persuaders en later zouden scoren met Thin Line Between Love and Hate. Uiteindelijk reisden de echte Showstoppers naar Europa en werden goed ontvangen.
In januari 1971 speelden The Showstoppers in de Twisted Wheel Club in Manchester. Ze verschenen voor de derde en laatste keer in Top of the Pops in februari 1971 en zongen de discoversie van Aint' Nothing But a House Party.
Na hun eigen tournee door Europa en door het ontbreken van andere hitsingles, werden The Showstoppers uiteindelijk ontbonden in 1972.

## Discografie
- 1967: Ain't Nothin' But A House Party / What Can A Man Do?
- 1968: Ain't Nothing But A House Party / What Can A Man Do?
- 1971: Eeny Meeny / How Easy Your Heart Forgets Me
- 1968: Shake Your Mini / Shake Your Mini (orgel instrumentaal door Ronnie Dee)
- ####: Shake Your Mini / Heartbreaker
- 1969: Don't Leave Me Standing in the Rain / Do You Need My Love
- 1969: Just A Little Bit Of Lovin' / School Prom (erkend voor The Showstoppers, maar eigenlijk uitgevoerd door The Fortune Tellers)
- 1971: Reach in the Goody Bag / How Do You Feel
- 1971: Action Speaks Louder Than Words/ Pick Up Your Smile
- 1979: Ain't Nothin' But A House Party / Gotta Get Close to My Love
- ####: Ain't Nothin' But A House Party (The Showstoppers) / Pop-Pop-Pop-Eye

### Compilaties

#### LP's
- 1967: Old 'N Golden - Various Artists - Ain't Nothing But A House Party [originele version] - Showstoppers
- 1968: Famous 56 Music Power - Various Artists - Ain't Nothing But A House Party - Showstoppers
- 1971: Colossus Gold - Various Artists - Ain't Nothing But A House Party - Show Stoppers
- 1979: Out On The Floor Tonight _ Various Artists - Got To Get Closer To My Love - The Showstoppers
- 1980: Casino Classics - Chapter Two - Various Artists - Ain't Nothing But A House Party - Showstoppers
- 1982: Tainted Love by Gloria Jones plus 10 Northern Soul Classics - Various Artists (Inferno 12Heat6) - Ain't Nothing But A House Party
- 1987: Soul Shots, Volume 1: Dance Party - Various Artists -  Ain't Nothing But A House Party - Show Stoppers
- 1988: Soul Shots: A Collection of Sixties Soul Classics - Volume 1 - Various Artists - Ain't Nothing But A House Party - Show Stoppers
- 1994: Ain't Nothin But A House Party: '60S Soul & Northern Classics - Various Artists Ain't Nothing But A House Party, What Can a Man Do, Eeny Meeny en How Easy Your Heart Forgets Me
- 1997: Beg Scream & Shout: The Big Ol' Box of '60s Soul - Various Artists - Ain't Nothing But A House Party - Show Stoppers

#### Compact discs
- 1993: Northern Soul Fever, Volume One - Various Artists - What Can A Man Do - The Showstoppers
- 1995: The Jamie/Guyden Story - Various Artists (2-CD set) -  Disc 1: Ain't Nothing But A House Party - Show Stoppers (1967 versie)
- 2004: The Best Sixties Party - Various Artists - Ain't Nothing But A House Party - The Showstoppers
- 2003: Let's Copp a Groove: Lost UK Soul 1968-1972 - Various Artists - Do You Need My Love - Showstoppers
- 2004: Best Of The 60's Mod - Various Artists - Ain't Nothing But A House Party - Showstoppers
- 2006: Northern Soul Essential Floorfillers - Various Artists - Ain't Nothing But A House Party - Showstoppers
- 2007: Come On Soul! Vol. 2 - Various Artists - Eeny Meeny - The Showstoppers.
- 2007: Keeping The Faith: 40 Years Of Northern Soul - Memories & Souvenirs (4-CD set) Disc 1: Ain't Nothing But A House Party - Showstoppers
- 2009: Chart Toppers, Vol. 27 - Various Artists (Top Hits Group) - Ain't Nothing But A House Party - Show Stoppers
- 2010: Ultimate 60s: 60 Classic Tracks of the Decade - Various Artists - (Music Club) Ain't Nothing But A House Party - The Showstoppers